# Ruda Opalin
Ruda Opalin – od 2002 roku stacja towarowa w miejscowości Ruda-Opalin na linii kolejowej nr 81, w województwie lubelskim, w Polsce.